# Hans-Josef Gahr
Hans-Josef Gahr (* 6. September 1889 in Gonsenheim; † 27. Januar 1952 in Mainz) war ein deutscher Politiker (Zentrum, CDP/CDU).

## Leben
Gahr besuchte die Volksschule Gonsenheim, das humanistische Gymnasium Mainz und das Lehrerseminar in Alzey. 1911 legte er die Erste und 1913 die Zweite Prüfung für Lehrer ab. Danach war er Schulgehilfe und Schulverwalter in Dietesheim, Viernheim, Froschhausen, Vilbel, Offenbach a. M., Dienheim und Ober-Ingelheim. 1914–1925 war er Lehrer an der Volksschule Heusenstamm. 1915/16 leistete er im Ersten Weltkrieg Kriegsdienst und erlitt eine schwere Kopfverletzung. 1925–1933 lehrte er an
der Volksschule Mainz. 1924/25 war er Gasthörer an der Universität Frankfurt am Main und absolvierte 1926–1928 ein Studium am Pädagogischen Institut Mainz bei der TH Darmstadt.
Nach der Machtergreifung der Nationalsozialisten wurde er 1933 wegen politischer Unzuverlässigkeit aus dem hessischen Staatsdienst entlassen. 1935 wurde er als Schwerkriegsbeschädigter wieder in den Schuldienst übernommen. 1945 wurde er kommissarischer Leiter der Volksschule Mainz-Gonsenheim und 1946 Rektor.

## Politik
1911 wurde er Mitglied des Katholischen Lehrerverbands und 1917 Mitglied des Zentrums. Ab 1928 war er ehrenamtlicher Landessekretär des Zentrums in Hessen. 1927 trat er dem Reichsbanner Schwarz-Rot-Gold bei. 1932 wurde er für das Zentrum in den Stadtrat in Mainz gewählt. In der Zeit des Nationalsozialismus konnte er seine politische Tätigkeit nicht fortsetzen. 1935–1942 war er Mitglied der NSV und 1936–1942 Mitglied des NSLB (er wurde jeweils wegen Nichtzahlung von Beiträgen ausgeschlossen).
Am 4. Februar 1946 lautete das Prüfungsergebnis der ZSK in Neustadt: Belassung im Dienst.
Nach dem Zweiten Weltkrieg trat er der CDP bei, aus der später der rheinland-pfälzische Landesverband der CDU hervorging. Für diese war er 1946/47 Mitglied der Beratenden Landesversammlung.